# Венесуэльский жестовый язык
Венесуэльский жестовый язык (Venezuelan Sign Language; исп. Lengua de Señas Venezolana, LSV)) — национальный жестовый язык, который распространён среди глухих, проживающих в Венесуэле. Термин «венесуэльский жестовый язык» появился и используется с 1930-х годов. Язык используется широко.
В Венесуэле используется национальная двуязычная образовательная программа по испанскому и венесуэльскому жестовому языкам, хотя венесуэльский язык, который используют взрослые, отличается от языка, который преподают в школах. Венесуэльский жестовый язык используется в школах с 1937 года. О диалектах ничего неизвестно. Также используется дактильная азбука.
Существует большой словарь венесуэльского жестового языка, опубликованный Federación Venezolana de Sordos.